# Prezidentské volby v Abcházii 1999
Volba prezidenta Abcházie v roce 1999 byla v pořadí druhá volba prezidenta této tehdy mezinárodně neuznané kavkazské země a v pořadí první přímá volba hlavy státu. Jediným kandidátem byl úřadující prezident Vladislav Ardzinba, kterému se nepostavil žádný protikandidát. Tyto volby se konaly zároveň s referendem o ústavě Abcházie.

## Pozadí voleb a kampaň
Předešlá volba prezidenta v roce 1994 byla provedena nepřímou metodou, kdy byl prezident zvolen Abchazským lidovým shromážděním. Pro druhé prezidentské volby byla dle abchazské ústavy nutná přímá volba, a tak v srpnu 1999 rozhodla Ústřední volební komise o vytvoření 28 volebních okrsků.
Úřadující prezident Vladislav Ardzinba byl do voleb nominován vlasteneckým hnutím Apsny a získal také podporu od Komunistické strany Abcházie a od členů abchazské diaspory v Turecku. 2. září přišla do Ústřední volební komise žádost Abchazské národní strany o registraci kandidatury bývalého ministra zahraničí Leonida Lakerbaji. Tato žádost však nebyla schválena vzhledem k procedurálnímu pochybení během podání žádosti. O registraci na listinu kandidátů se pokusil i Jahja Kazan, pocházející z Adygejska, který působil jako vyslanec Abcházie v USA a jenž se dle zjištění ruských novinářů měl setkat s gruzínským prezidentem Eduardem Ševardnadzem na tajném jednání o statutu Abcházie. Centrální volební komise však jeho kandidaturu zamítla, protože nesplnil zákonné podmínky kandidatury: nežil v Abcházii po dobu pěti let a neuměl hovořit plynně abchazsky.
Abcházií kolovaly zvěsti, že se chystá kandidovat i bývalý místopředseda hnutí Aidgylara Zurab Ačba. Tyto spekulace však v rozhovoru s novináři z Nužné Gazety označil za noční můru a za nápad, jenž by ho v životě nenapadl. Ardzinba tedy zůstal na kandidátní listině sám a volba tedy nesla i nádech toho, zda Abchazové chtějí nebo nechtějí nezávislost.

## Hlasování a výsledky
Hlasování proběhlo s tím, že voliči volili buď pro úřadujícího prezidenta, nebo mohli zvolit proti všem kandidátům či odevzdat neplatný hlas. Volební účast dosáhla 87,93 % z celkového počtu 214 503 oprávněných voličů. Dopadlo takto:
| Pořadí         | Kandidát na prezidenta | Kandidát na viceprezidenta | Počet hlasů | Počet hlasů v % |
| -------------- | ---------------------- | -------------------------- | ----------- | --------------- |
| 1.             | Vladislav Ardzinba     | Valerij Aršba              | 186 792     | 99,11 %         |
| 2.             | Proti všem kandidátům  | Proti všem kandidátům      | 1 683       | 0,89 %          |
| Neplatné hlasy | Neplatné hlasy         | Neplatné hlasy             | 129         | -               |
| Celkem         | Celkem                 | Celkem                     | 188 604     | 100 %           |